# Alfredo Andreini
 (janvier 2022).
Si vous disposez d'ouvrages ou d'articles de référence ou si vous connaissez des sites web de qualité traitant du thème abordé ici, merci de compléter l'article en donnant les références utiles à sa vérifiabilité et en les liant à la section « Notes et références ».
Alfredo Andreini est un médecin et un entomologiste italien, né le 27 juillet 1870 à Florence et mort le 11 décembre 1943 à Lippiano.

## Biographie
Ce médecin réalise une grande collection d'insectes qu’il récolte notamment au Cap-Vert (1908) et en Libye (1913) et en Érythrée. Il collabore avec le musée zoologique La Specola.

## Sources
- Cesare Conci et Roberto Poggi (1996), Iconography of Italian Entomologists, with essential biographical data. Memorie della Società entomologica Italiana, 75 : 159-382.